# Lippo Centre
Le Lippo Centre (力寶中心 lìbǎo zhōngxīn), est un ensemble de deux immeubles situés dans le quartier de l'Amirauté, dans le district de Central and Western à Hong Kong. Avant son rachat par le groupe indonésien Lippo, le centre s'appelait le Bond Centre, du nom de son promoteur, Alan Bond.